# 大河内博 (環境化学者)
大河内 博（おおこうち ひろし、1965年 - ）は、日本の環境化学者。早稲田大学理工学術院（大学院創造理工学研究科）および創造理工学部教授。1997年2月、環境動態解析で東京大学より論文博士として博士（工学）の学位を取得。
富士山を用いた越境大気汚染と地球規模汚染の観測、ゲリラ豪雨の生成機構、放射性物質の里山における動態と環境調和型除染技術の開発、火山ガス早期検知システムの開発や船舶・航空機排ガスの大気環境影響評価、さらに大気中マイクロプラスチックの動態・起源・健康リスクの解明等の他に、森林浴効果と森林の大気浄化能の解明、カンボジアの大気汚染とアンコール遺跡への影響評価などユニークな研究テーマにも取り組んでいる。
近年は柔軟剤のマイクロカプセルや精油等のにおいによる健康被害の香害研究にも尽力している。

## 略歴
- 1984年3月 神奈川県立厚木高等学校卒業
- 1989年3月 早稲田大学理工学部資源工学科卒業
- 1991年3月 東京工業大学総合理工学研究科（化学環境工学専攻）修士課程修了
- 1991年4月 神奈川大学工学部助手（応用化学科）
- 1997年2月 論文博士(工学)の学位授与（東京大学）
- 1999年9月 英国イースト・アングリア大学環境科学部博士研究員（2000年9月まで）
- 2003年4月 東京都立科学技術大学工学部助教授
- 2005年4月 首都大学東京都市環境学部准教授
- 2006年4月 早稲田大学理工学術院・理工学部助教授
- 2007年4月 早稲田大学理工学術院・創造理工学部准教授
- 2008年4月 早稲田大学理工学術院・創造理工学部教授（現職）

## 共著書
- 藤田慎一、三浦和彦、大河内博、速水洋他『越境大気汚染の物理と化学』改訂増補版、 成山堂書店 （2017年）、ISBN-10: 4425513622　ISBN-13: 978-4425513628
- 香村一夫、名古屋俊士、大河内博『東日本大震災と環境汚染―アースドクターの診断』 (早稲田大学ブックレット <「震災後」に考える>)、 早稲田大学出版部 （2012年）、ISBN-10: 4657123068　ISBN-13: 978-4657123060

## 受賞
- 2017年6月 日本環境化学会環境化学学術賞
- 2018年9月 大気環境学会大気環境学会学術賞（齋藤潔賞）

## 所属学会
- 日本化学会
- 日本分析化学会
- 大気環境学会
- 水環境学会
- 日本地球化学会
- 雨水資源化学会
- 日本環境化学会
- 気象学会